# ساتوشی توکیزاوا
ساتوشی توکیزاوا (انگلیسی: Satoshi Tokizawa؛ زادهٔ ۳۱ ژوئیهٔ ۱۹۸۵) بازیکن فوتبال اهل ژاپن است.
از باشگاه‌هایی که در آن بازی کرده‌است می‌توان به باشگاه فوتبال توکیو و باشگاه فوتبال توکیو وردی اشاره کرد.